# Kraftwerk Klippen
Das Kraftwerk Klippen (schwedisch Klippens kraftverk) ist ein Wasserkraftwerk in der Gemeinde Storuman, Provinz Västerbottens län, Schweden, das am Ume älv, ca. 10 km westlich der Ortschaft Hemavan, liegt. Es ging 1994 in Betrieb. Das Kraftwerk ist im Besitz von Skellefteå Kraft und wird auch von Skellefteå Kraft betrieben.

## Absperrbauwerk
Das Absperrbauwerk besteht aus einem Steinschüttdamm mit einer Höhe von 10 m, der sich am Abfluss des Ume älv aus dem See Överuman befindet. Die Hochwasserentlastung befindet sich auf der linken Seite des Damms. Vom Staudamm führt ein Tunnel zum Kraftwerk.
Der Staudamm befindet sich ca. 1 km flussaufwärts der Ortschaft Umfors und ungefähr 10 km flussaufwärts des Kraftwerks.

## See
Das maximale Stauziel des Sees Överuman liegt bei 524,6 m über dem Meeresspiegel, das minimale bei 520,2 m. Der See erstreckt sich über eine Fläche von 85 km² und fasst 357 Mio. m³ Wasser.

## Kraftwerk
Mit dem Bau des Kraftwerks wurde 1990 begonnen; es ging 1994 in Betrieb. Es verfügt über eine installierte Leistung von 26 (bzw. 27) MW. Die durchschnittliche Jahreserzeugung liegt bei 100 (bzw. 102) Mio. kWh.
Die Fallhöhe beträgt 65 m. Der maximale Durchfluss liegt bei 50 m³/s.